# Lago Furesø
Furesø es un lago en el nordeste de la isla de Selandia, en la Región Capital de Dinamarca. El define la frontera sureste del municipio Farum y es el sitio donde se localiza el Pabellón de placer de Nicolai Eigtved del siglo XVIII llamado Pabellón Frederiksdal.
Desde el 1 de enero de 2007, su parte occidental se ha integrado en el término municipal de Furesø y tiene una playa muy concurrida.